# Alexander Graf Stenbock-Fermor
Alexander Graf Stenbock-Fermor (* 30. Januar 1902 auf Schloss Nitau bei Riga; † 8. Mai 1972 in West-Berlin oder Düsseldorf) war ein Autor und Widerstandskämpfer in der Zeit des Nationalsozialismus. Er war Mitglied der Weißgardisten und später des Bundes proletarisch-revolutionärer Schriftsteller. Er schrieb unter dem Pseudonym „Peter Lorenz“.

## Leben
Stenbock-Fermor wurde als Sohn von Graf Wilhelm Konstantin Stenbock-Fermor (1863–1937) und Gräfin Maria Stenbock-Fermor, geb. Fürstin Kropotkin (1879–1958) geboren. Er hatte drei Geschwister: Nils (1904–1969), Friedrich (* 1908), Olga (* 1911).
Sein Großonkel mütterlicherseits war der Anarchist, Geograph und Schriftsteller Pjotr Alexejewitsch Kropotkin.
Stenbock-Fermor war zunächst Freiwilliger der Baltischen Landeswehr. Er emigrierte 1920 nach Deutschland. Hier begann er ein Ingenieurstudium und lernte als Werkstudent Bergarbeiter im Ruhrgebiet kennen, wobei er sich vom Antikommunisten zum Kommunisten wandelte. 1929 heiratete er in Neustrelitz Charlotte, geb. Schledt (* 20. August 1906 in Dorpat; † Februar 1966 in Stockholm), die Ehe hielt bis 1932. Ab 1929 arbeitete er als freier Schriftsteller, Filmautor und Verfasser von Hörspielen. Stenbock-Fermor wurde Mitglied des Bundes proletarisch-revolutionärer Schriftsteller.
Ende 1931 hatte Alexander Graf Stenbock-Fermor auf Initiative der Rote Hilfe Deutschlands zur Gründung überparteilicher Scheringer-Komitees, die sich für dessen Amnestierung einsetzten, aufgerufen. In diesem Zusammenhang trat er am 23. Oktober 1932 in Rölsdorf, im Tanzsaal des Lokals Arnold Scheeben, auf einer Versammlung der Rote Hilfe Düren vor 600 Menschen auf. Er sprach über das Thema: „Vom weißen Offizier zum Roten Soldaten“. Stenbock-Fermor berichtete vom Übertritt Richard Scheringers vom Nationalsozialismus zum Kommunismus.
Am 15. März 1933 wurde er verhaftet, als im Zuge einer Großrazzia die Künstlerkolonie Berlin durchsucht wurde. Er gehörte der Zeitschrift Aufbruch an, die von 1931 bis 1933 erschien. Er war dort Mitglied der Widerstandsorganisation RAS. Am Ende des Zweiten Weltkriegs lebte er in Mecklenburg. Vom 1. November bis zum 31. Dezember 1945 war er Oberbürgermeister von Neustrelitz. 1947 wurde er Cheflektor des neu gegründeten Verlags Volk und Welt. Als Drehbuchautor arbeitete er später für die DEFA. Er lebte seit den 1950er Jahren im West-Berliner Ortsteil Wilmersdorf. Nach dem Bau der Mauer am 13. August 1961 blieb Stenbock-Fermor weiterhin Mitglied des P.E.N. Zentrums Ost und West.
Zuletzt arbeitete er an seiner Autobiografie, die bei seinem Tode bis zum Jahr 1946 reichte und in einer von Joachim Barckhausen um die späteren Jahre ergänzten Fassung 1974 in der DDR erschien.
Sein Grab befand sich auf dem Düsseldorfer Nordfriedhof. Es wurde 2002 nach Ablauf der 30-Jahres-Frist eingeebnet.
Im Jahr 2016 legte der Verlag für Berlin-Brandenburg seine Sozialstudie Deutschland von unten. Reise durch die proletarische Provinz erneut auf. Im Jahr 2017 erfolgte die Neuausgabe von Meine Erlebnisse als Bergarbeiter über seine Arbeit als Bergmann unter Tage 1922/1923 im Ruhrgebiet, erschienen im Henselowsky Boschmann Verlag.

## Schriften
- Meine Erlebnisse als Bergarbeiter. Engelhorn, Stuttgart 1928. Neuausgabe, mit einem Nachwort von Dirk Hallenberger, Verlag Henselowsky Boschmann, Bottrop 2017, ISBN 978-3-942094-76-4.
- Deutschland von unten. Reisen durch die proletarische Provinz 1930. Engelhorn, Stuttgart 1931. Verlag C.J. Bucher, Luzern und Frankfurt/M., 1980, ISBN 3-7658-0328-6
- Deutschland von unten. Reise durch die proletarische Provinz 1930. Engelhorn, Stuttgart 1931. Neuausgabe, herausgegeben von Erhard Schütz und Christian Jäger, im Verlag für Berlin-Brandenburg, Berlin 2016, ISBN 978-3-945256-52-7.
- Freiwilliger Stenbock. Bericht aus dem baltischen Befreiungskampf. Engelhorn, Stuttgart 1929
- Der Fall Richard Scheringer. In: Die Linkskurve. 4. Jg. Nr. 2. Februar 1932, S. 4–5.
- Schriftsteller stellen sich. In: Die Linkskurve. 4. Jg. Nr. 8. August 1932, S. 1–2.
- Das Haus des Hauptmanns von Messer. Plaut, Wuppertal-Barmen 1933
- Schloß Teerkuhlen. Eine Heidegeschichte. Vieweg, Braunschweig 1942
- Henriette. Erzählung, Deutscher Filmverlag, Berlin 1949
- Harald Poelchau: Die letzten Stunden. Erinnerungen eines Gefängnispfarrers, aufgezeichnet von Graf Alexander Stenbock-Fermor. Verlag Volk und Welt, Berlin 1949
- Mord an Rathenau. Fernsehfilm mit H. Kamnitzer. Henschel, Berlin 1962
- Der rote Graf. Autobiographie. Verlag der Nation, Berlin 1973

## Filmografie (Drehbücher)
- 1948: Grube Morgenrot (mit Joachim Barckhausen)
- 1950: Semmelweis – Retter der Mütter (mit Joachim Barckhausen)
- 1952: Karriere in Paris (mit Joachim Barckhausen)
- 1953: Das Mädchen mit den Schwefelhölzern
- 1955: Das Fräulein von Scuderi (mit Joachim Barckhausen)
- 1960: Der schweigende Stern (Milczaca gwiazda)
- 1962: Mord ohne Sühne (mit Joachim Barckhausen)